# Flatpak
Flatpak (예전에는 xdg-app)는 리눅스 데스크톱 컴퓨터를 위한 소프트웨어 배포, 패키지 관리, 응용 프로그램 가상화를 담당하는 유틸리티 소프트웨어이다. Flatpak은 샌드박스 환경을 제공한다. 샌드박스 환경에서 사용자들은 본래의 시스템으로부터 응용프로그램을 독립하여 실행할 수 있다. Flatpak을 사용하는 응용프로그램은 사용자가 하드웨어 장치를 제어하고 사용자의 파일에 접근할 권한이 필요하다.
GNOME에서 응용프로그램 콘테이너를 쓰는 아이디어는 2013년 Lennart Poettering가 제안했다. Lennart Poettering은 2014년 이에 대한 논문을 발표했다. freedesktop.org 프로젝트(X 데스크탑 그룹 또는 XDG로 알려져 있음)의 부분으로 개발되지만, Flatpak은 원래 xdg-app이라고 불렸다.
2017년 02월 기준2017년 2월, Blender, Gimp, LibreOffice, Pitivi, KDE 응용프로그램, Linphone, 및 그놈레시피와 같은 몇몇 인기있는 응용프로그램이 Flatpak에서 사용가능하게 되었다. 또한 모질라 파이어폭스, Skype, Spotify의 개발 버전을 비롯한 몇몇 응용프로그램도 Flatpak에서 비공식적으로 사용 가능하다.

## 같이 보기
- AppImage
- Snappy